# Salonwagen der Regenten des Herzogtums Braunschweig
Salonwagen der Regenten des Herzogtums Braunschweig gab es zwischen 1840 und 1918. Sie wurden aufgrund der technischen Neuerungen im Eisenbahnwesen mehrfach gegen jeweils modernere Fahrzeuge ausgetauscht.

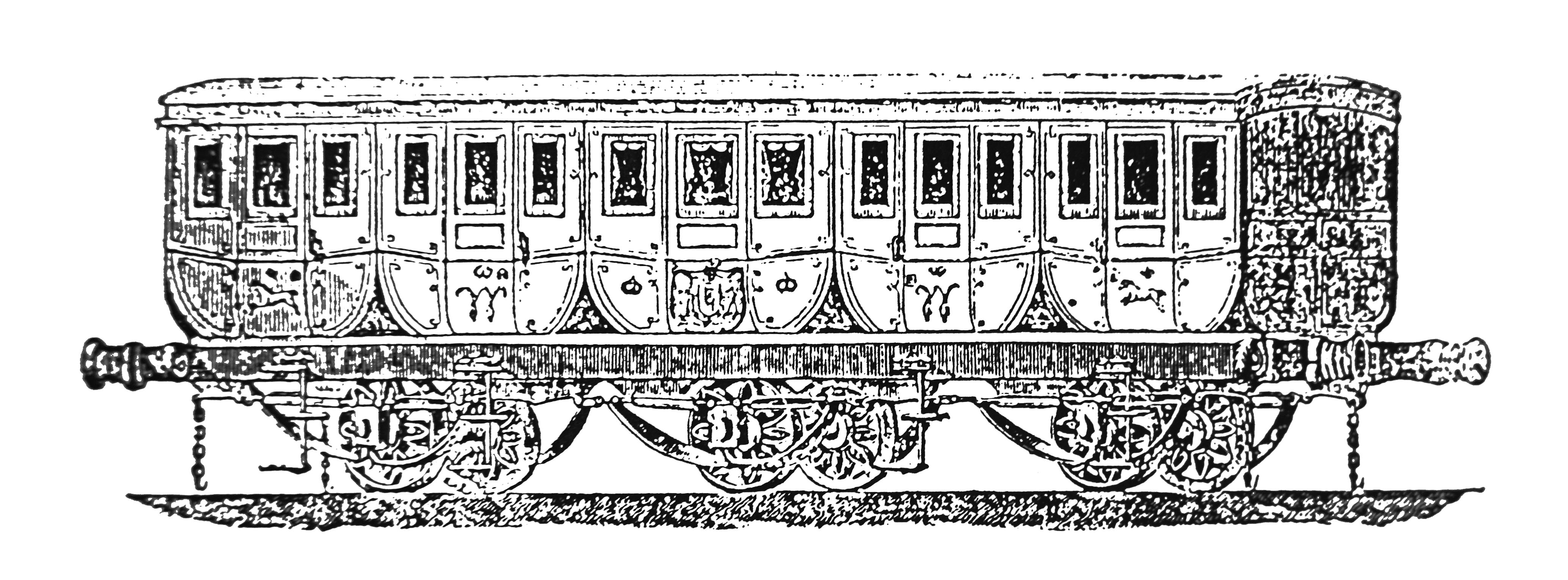
Salonwagen des Herzogs von Braunschweig, 1840

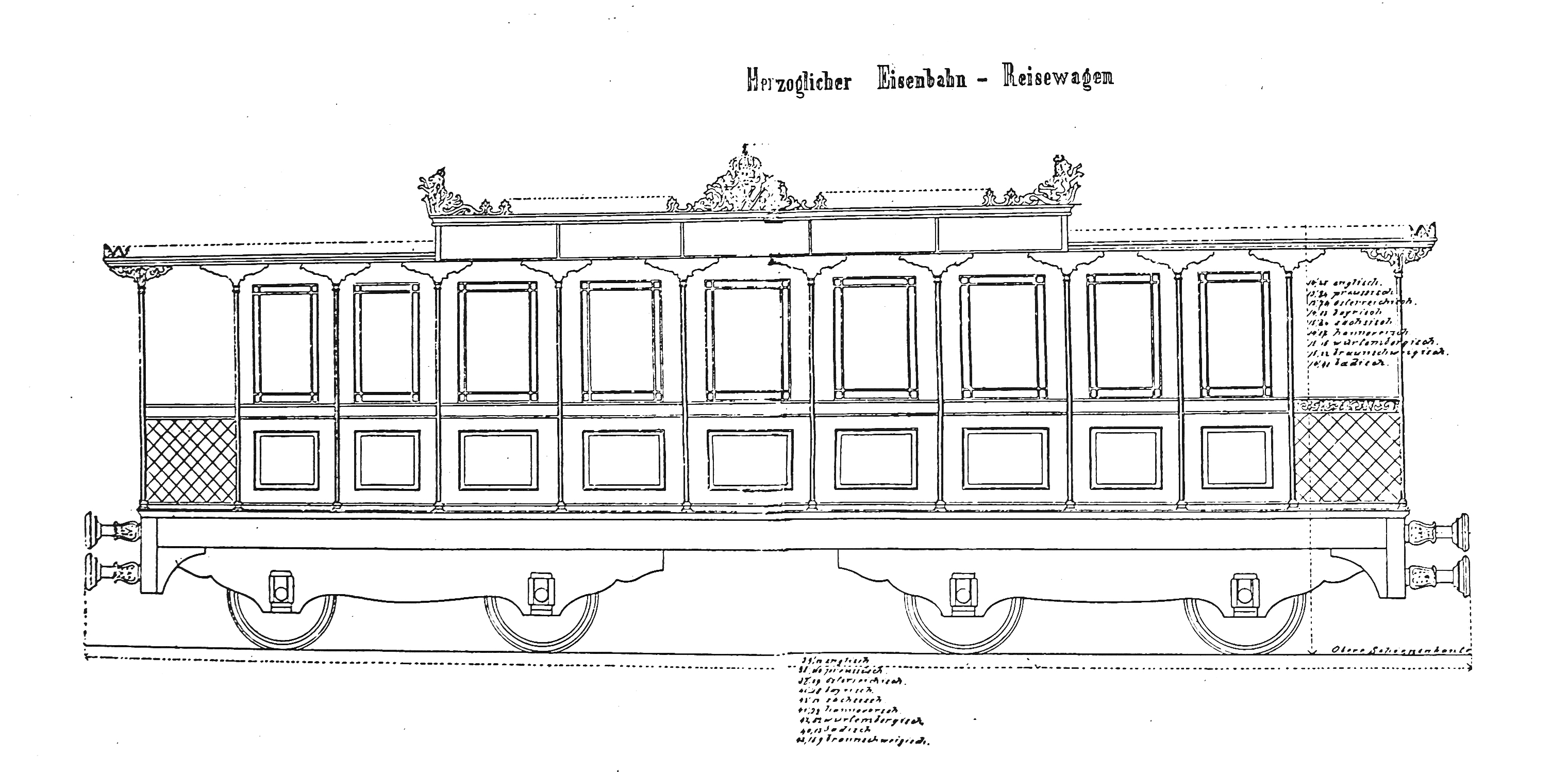
Entwurfszeichnung für den Salonwagen des Herzogs von Braunschweig, 1854

## Vorläufer
Bereits am Tag vor der Eröffnung der Herzoglich Braunschweigischen Staatseisenbahn unternahm der Landesherr, Herzog Wilhelm von Braunschweig, in Begleitung des Initiators des Projekts, Philipp August von Amsberg, eine erste Fahrt von Braunschweig nach Wolfenbüttel und zurück. Dazu zog die Lokomotive „SWIFT“ einen Flachwagen, auf dem eine Kutsche des Herzogs stand.

## Salonwagen von 1840
Einen ersten Salonwagen nahm die Bahn 1840 in Betrieb. Es war ein dreiachsiges Fahrzeug. Der Wagenkasten zeigte nach außen fünf Abteile in Postkutschenform, die hintereinander montiert waren. Es handelte sich allerdings gegen den äußeren Anschein nicht um einzelne Abteile, sondern der Wagen war im Innern als Durchgangswagen gestaltet. 1865 wird der Wagen als „verfallen“ beschrieben und war bereits mehrere Jahre außer Betrieb. Da Motten die gesamte innere Stoffbespannung zerstört hatten, der Wagen zudem ein inzwischen zu kleines Profil aufwies, war die Bahnverwaltung etwas ratlos, wie weiter verfahren werden sollte.

## Salonwagen von 1858

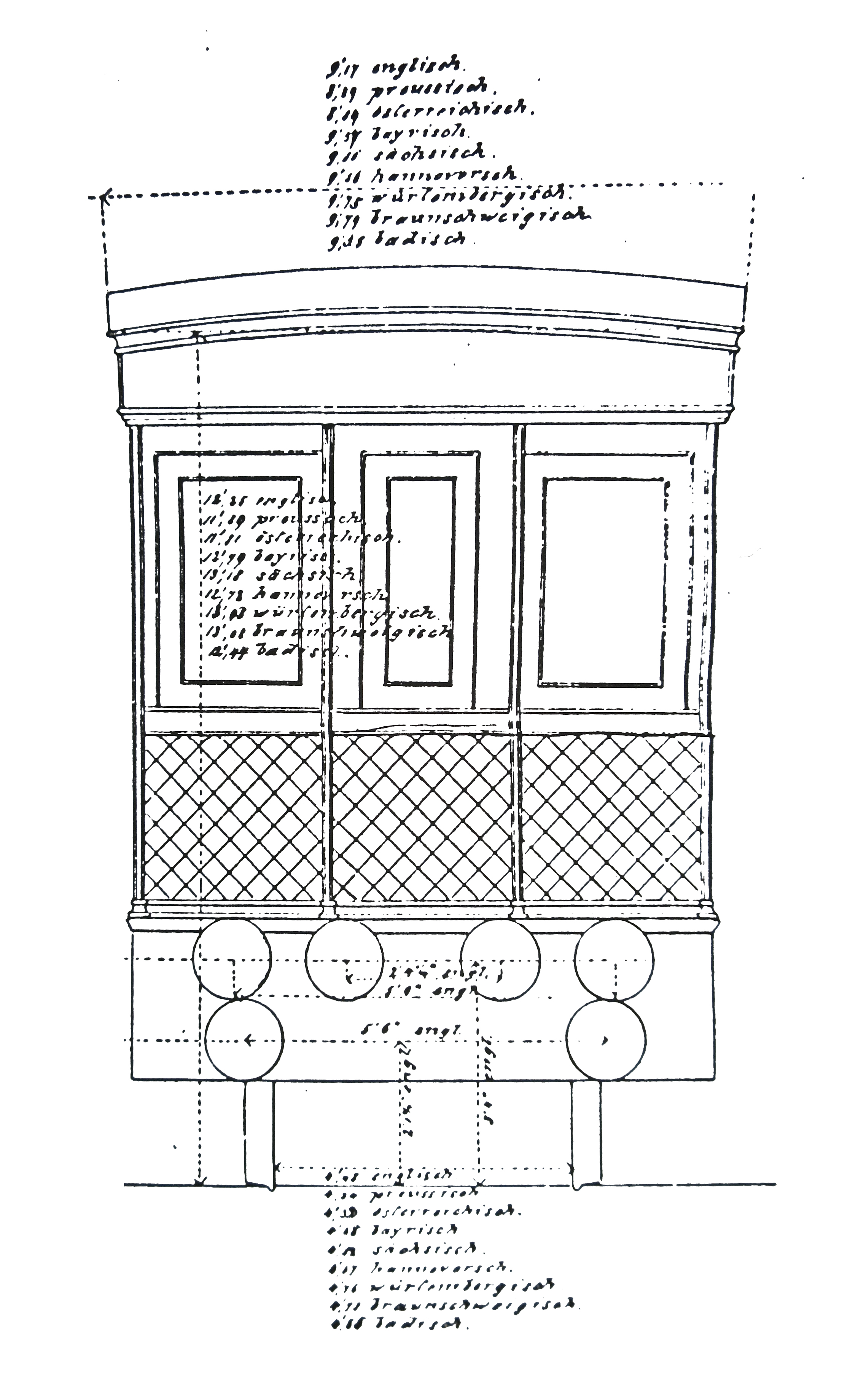
Schmalseite des Wagens von 1858; die unterschiedliche Stellung der Puffer bei den einzelnen Bahngesellschaften erforderte eine interessante Konstruktion.

Der erste Salonwagen von 1840 war bereits 15 Jahre später aufgrund der rasanten Entwicklung des Eisenbahnwesens technisch überholt. Herzog Wilhelm benötigte nun ein Fahrzeug, das auch außerhalb des Netzes der braunschweigischen Eisenbahn verkehren konnte. Das war kompliziert, da die technischen Vorgaben der einzelnen Bahngesellschaften sehr unterschiedlich waren und sich zum Teil auch gegenseitig ausschlossen. Der Planungsauftrag wurde 1855 erteilt. Die Planungen erfolgten alle nach britischen Maßen. Zugleich wurde der Bau eines besonderen Gepäckwagens erwogen, der auch ein Abteil für Begleitpersonal erhalten sollte.
Der Wagen hatte zwei Drehgestelle mit je zwei Achsen und an beiden Enden offene Einstiegsplattformen. An einem Seitengang lagen an einem Ende ein Abteil für die Dienerschaft und das Schlafabteil für den Herzog. Dem folgte ein sich über die gesamte Wagenbreite erstreckender Salon und am anderen Ende ein wieder an einem Seitengang gelegenes Abteil für die „Kavalliere“.
Ab 1857 wurde der neue Salonwagen gebaut. Der Wagen wurde auf Wunsch von Herzog Wilhelm in den Landesfarben des Herzogtums Braunschweig – blau mit gelben Zierleisten – lackiert. Die Kosten übernahm die Staatsbahn, der Herzog bezahlte das für den Hofwagen beschaffte Tafelsilber, zum Preis von 720 Talern. Am 16. Mai 1858 war der neue Salonwagen betriebsbereit und eine Testfahrt über die Strecken von zehn deutschen und österreichischen Eisenbahngesellschaften in Planung. Sie erfolgte schließlich vom 21. bis 28. Oktober 1858. Die Kosten für den Bau des Wagens betrugen 27.371 Taler.
Bereits vor der Probefahrt am 18. August 1858 nutzte der Herzog den neuen Salonwagen erstmals für eine Fahrt nach Breslau. Der Wagen wurde dafür in einen Schnellzug eingestellt. Sicherheitshalber wurde als Ersatz für einen Schadensfall ein Wagen 1. Klasse mitgeführt, was sich als klug erwies, denn auf der Rückfahrt am 7. September 1858 kam es zu einem Heißläufer am Salonwagen und der Herzog musste das Ersatzfahrzeug nutzen. Der Wagen bewährte sich auch später nicht. Er war zu schwer und sein Betrieb bereitete auf den Strecken einiger Bahngesellschaften außerhalb des Netzes der Braunschweigischen Staatsbahn Schwierigkeiten. Schon bald wurde deshalb Ersatz beschafft und die Herzogliche Eisenbahn- und Postdirection schlug dem vorgesetzten Ministerium 1865 vor, das Fahrzeug außer Dienst zu stellen oder in einen Wagen für den öffentlichen Verkehr umzubauen, da der Herzog es voraussichtlich nicht mehr nutzen werde. Letztendlich wurde es als Salonwagen erhalten, umgebaut und renoviert, um als Zweitfahrzeug für den Herzog vorgehalten zu werden. Dazu erhielt es ein neues Untergestell mit drei Achsen und die bisher offenen Einstiegsplattformen wurden eingehaust.

## Salonwagen von 1863/64

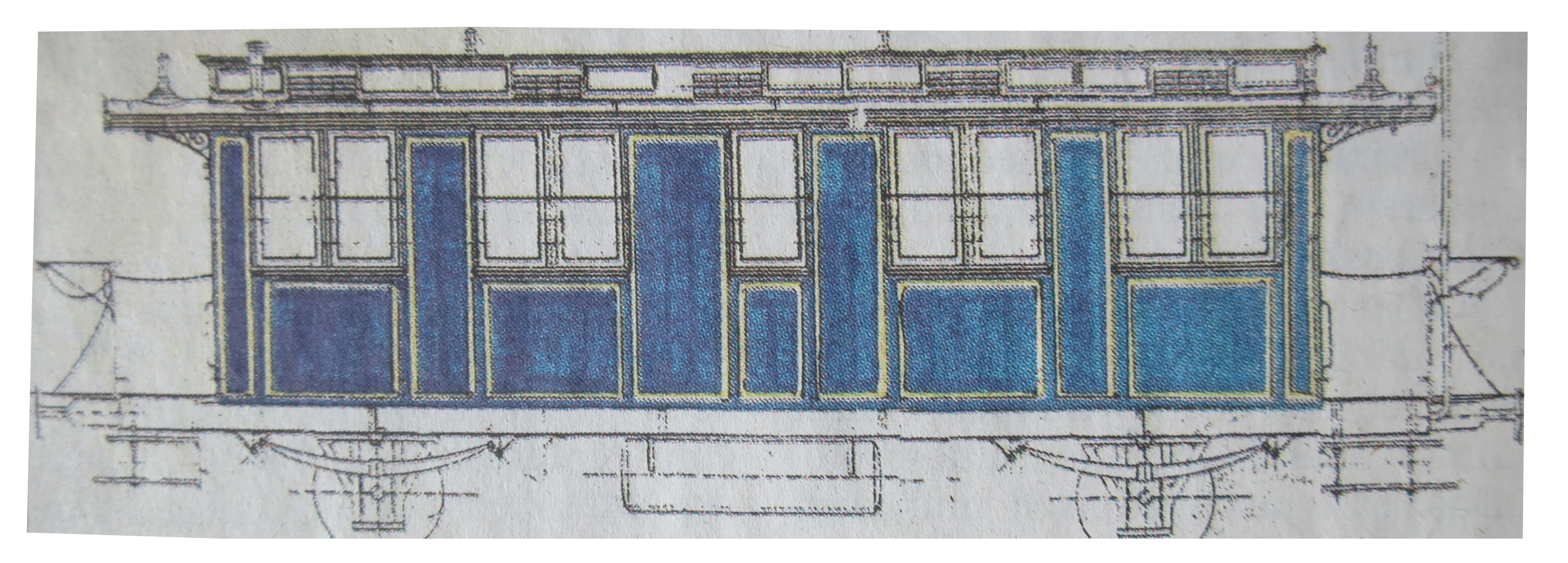
Diese Ansicht zeigt eventuell den Salonwagen von 1863/64

Wegen der Schwierigkeiten mit dem Salonwagen von 1858 wurde bereits 1863 oder 1864 der nächste Salonwagen für Herzog Wilhelm in Betrieb genommen. Der Wagen war bei Van der Zypen & Charlier in Köln gebaut worden, hatte zwei Abteile, einen Salon und eine Toilette, graugrüne Wandbespannungen dominierten die Innenräume.

## Salonwagen Prinz Albrecht
Prinz Albrecht von Preußen, 1885 bis zu seinem Tod 1906 Regent des Herzogtums Braunschweig, nutzte dann einen moderneren Salonwagen. Unter anderem wurde der Wagen 1902 für einen Staatsbesuch in Spanien genutzt, wie weit – ob nur bis Paris oder bis zur spanischen Grenze – lässt die Quelle offen. Ab der Grenze ging es wegen der spanischen Breitspur mit einem spanischen Sonderzug weiter.